# Hermann Meusel
Hermann Meusel (* 2. November 1909 in Coburg; † 3. Januar 1997 in Halle (Saale)) war ein deutscher Botaniker und Pflanzengeograph.

## Leben
1930 begann Meusel in Würzburg mit dem Biologiestudium und erhielt 1931 in Innsbruck durch Helmut Gams entscheidende Anregungen für seine chorologischen Forschungen und eine vegetationskundliche Arbeitsrichtung, die von der in Mitteleuropa vorherrschenden abwich. 1932 folgte Meusel dem Morphologen Wilhelm Troll nach Halle (Saale). Der von Kindheit an gärtnerisch interessierte Meusel wurde Gartenassistent im Botanischen Garten. Er gliedert dessen Pflanzenbestand in geographische Gruppen und führte dort seine ökologisch-geographischen Wuchsformenstudien durch. Er gründete die „Arbeitsgemeinschaft mitteldeutscher Floristen“, unter deren Federführung ab 1937 Verbreitungskarten von Leitarten entstanden, die ökologisch kommentiert und im Zusammenhang mit dem Gesamtareal betrachtet wurden.
Die umfassende Monographie „Die Vegetations-Verhältnisse der Gipsberge im Kyffhäuser und im südlichen Harzvorland“ (1939) ragt unter den vegetationskundlichen Arbeiten besonders hervor. Sie erschien als zweiter Band der von Meusel und Troll gegründeten Zeitschrift Hercynia. Mit dieser Arbeit habilitierte sich Meusel 1941 an der Universität Halle. Nachdem Troll Halle verlassen musste, baute Meusel den durch den Krieg geschädigten Botanischen Garten wieder auf, wurde 1946 zum Gartendirektor, 1947 zum Professor mit voller Lehrverpflichtung und 1952 zum Ordinarius ernannt und damit zum Leiter des neu geschaffenen Instituts für Systematische Botanik und Pflanzengeographie. Meusel gehörte dem wissenschaftlichen Beirat für Heimatforschung des Instituts für Geographie und Geoökologie der Akademie der Wissenschaften der DDR an und war Mitautor der Reihe Werte unserer Heimat. Von 1951 bis 1971 war er zudem Leiter des Brockengartens. Seit 1952 war Meusel ordentliches Mitglied der Deutschen Akademie der Landwirtschaftswissenschaften zu Berlin (DAL), später Akademie der Landwirtschaftswissenschaften der DDR (AdL).
Neben seiner Tätigkeit an der Universität Halle sind vor allem der Aufbau der Sektion Landeskultur und Naturschutz der Deutschen Akademie der Landwirtschaftswissenschaften zu Berlin (1951) und die Leitung des Instituts für Naturschutz (1953–1963) zu nennen, die ihm die Errichtung von Naturschutzgebieten in den verschiedenen Landschaften der DDR ermöglichte. Von 1979 bis 1992 hatte Meusel die Redaktion der international angesehenen Zeitschrift „Flora“ inne.
Im Jahr 1969 wurde er zum Mitglied der traditionsreichen Leopoldina gewählt. Im Jahr 1973 wurde er zum Mitglied der Österreichischen Akademie der Wissenschaften gewählt. Nach seiner Emeritierung nahm er mehrere Gastprofessuren in Österreich wahr.

## Mitgliedschaften in Parteien
Im Jahr 1933 trat Meusel der SA bei, am 13. August 1937 beantragte er die Aufnahme in die NSDAP und wurde rückwirkend zum 1. Mai desselben Jahres aufgenommen (Mitgliedsnummer 5.069.434). Nach 1945 war er Mitglied der SED.